# ATP-toernooi van Valencia
Het ATP-toernooi van Valencia was een jaarlijks terugkerend tennistoernooi voor mannen dat werd georganiseerd in het Spaanse Valencia. De officiële naam van het toernooi was de Valencia Open.
Het toernooi werd voor het eerst in 1995 gehouden. Een jaar later verhuisde het toernooi voor twee jaar naar Marbella. Vanaf 1998 tot en met 2002 werd op het eiland Mallorca gespeeld. Vanaf 2003 keerde het toernooi terug in Valencia, nadat de actieve Spaanse tennisprof Juan Carlos Ferrero de licentierechten had verworven. Tot en met 2008 werd buiten op gravel gespeeld. Vanaf 2009 wisselde de speeldata en de ondergrond met dat van het ATP-toernooi van Madrid. Hierdoor verschoof het toernooi van april naar november en werd er indoor op hardcourt gespeeld. Het toernooi kreeg tevens een hogere status als ATP World Tour 500 toernooi. Vanaf 2009 heeft Ferrero besloten om samen te werken met de toen ook actieve tennisser uit de regio Valencia; David Ferrer en de licentierechten te delen.
In 2014 werd het Amerikaanse sportagentschap Octagon betrokken als organisator van het toernooi. 
In 2009 tekende Ferrero een commercieel partnerschap met Generalitat Valenciana, de regionale overheid van Valencia, voor de periode van 2009 tot en met 2013, met de mogelijkheid tot verlenging. De Generalitat Valenciana betaalde ca. 3,5 miljoen euro per editie. In 2014 betaalde de Generalitat slechts 500.000 euro van de toegezegde 3,5 miljoen en in 2015 slechts 350.000 euro van de toegezegde 2,5 miljoen euro, waardoor het toernooi in financiële problemen kwam.
Om het toernooi financieel haalbaar te houden werd voor de editie van 2015, de toernooistatus van de "ATP World Tour 500" verkocht en ingeruild tegen de "ATP World Tour 250" status van het indoortoernooi van Wenen. De "ATP World Tour 500" licentie werd voor een bedrag van € 5.000.000 verkocht. Na de editie van 2015 verkocht het noodlijdende toernooi haar licentie aan het ATP-toernooi van Antwerpen voor een bedrag van meer dan twee miljoen euro.

## Finales

### Enkelspel
| Datum      | Naam                                              | Categorie    | ($/€)       | Deeln.   | Ondergrond        | Winnaar             | Runner-up             | Uitslag             |          |
| Valencia   | Valencia                                          | Valencia     | Valencia    | Valencia | Valencia          | Valencia            | Valencia              | Valencia            | Valencia |
| ---------- | ------------------------------------------------- | ------------ | ----------- | -------- | ----------------- | ------------------- | --------------------- | ------------------- | -------- |
| 26-10-2015 | Valencia Open                                     | ATP 250      | € 537.050   | 28H/32Q  | Hardcourt, indoor | João Sousa          | Roberto Bautista Agut | 3-6, 6-3, 6-4       | details  |
| 20-10-2014 | Valencia Open                                     | ATP 500      | € 1.615.780 | 32H/16Q  | Hardcourt, indoor | Andy Murray         | Tommy Robredo         | 3-6, 7-6(7), 7-6(8) | details  |
| 21-10-2013 | Valencia Open                                     | ATP 500      | € 1.496.095 | 32H/16Q  | Hardcourt, indoor | Michail Joezjny     | David Ferrer          | 6-3, 7-5            | details  |
| 22-10-2012 | Valencia Open                                     | ATP 500      | € 1.424.850 | 32H/16Q  | Hardcourt, indoor | David Ferrer        | Oleksandr Dolgopolov  | 6-1, 3-6, 6-4       | details  |
| 31-10-2011 | Valencia Open                                     | ATP 500      | € 1.357.000 | 32H/16Q  | Hardcourt, indoor | Marcel Granollers   | Juan Mónaco           | 6-2, 4-6, 7-6(3)    | details  |
| 01-11-2010 | Valencia Open                                     | ATP 500      | € 1.357.000 | 32H/16Q  | Hardcourt, indoor | David Ferrer        | Marcel Granollers     | 7-5, 6-3            | details  |
| 02-11-2009 | Valencia Open                                     | ATP 500      | € 1.357.000 | 32H/16Q  | Hardcourt, indoor | Andy Murray         | Michail Joezjny       | 6-3, 6-2            | details  |
| 14-04-2008 | Open de Tenis Comunidad Valenciana                | Int. Series  | € 349.000   | 32H/16Q  | Gravel, buiten    | David Ferrer        | Nicolás Almagro       | 4-6, 6-2, 7-6(2)    | details  |
| 09-04-2007 | Open de Tenis Comunidad Valenciana                | Int. Series  | € 332.800   | 32H/32Q  | Gravel, buiten    | Nicolás Almagro     | Potito Starace        | 4-6, 6-2, 6-1       | details  |
| 10-04-2006 | Open de Tenis Comunidad Valenciana                | Int. Series  | $ 375.000   | 32H/16Q  | Gravel, buiten    | Nicolás Almagro     | Gilles Simon          | 6-2, 6-3            | details  |
| 04-04-2005 | Open de Tenis Comunidad Valenciana                | Int. Series  | € 319.000   | 32H/16Q  | Gravel, buiten    | Igor Andrejev       | David Ferrer          | 3-6, 7-5, 6-3       | details  |
| 12-04-2004 | Open de Tenis Comunidad Valenciana                | Int. Series  | € 371.000   | 32H/16Q  | Gravel, buiten    | Fernando Verdasco   | Albert Montañés       | 7-6(5), 6-3         | details  |
| 28-04-2003 | CAM Open Comunidad Valenciana presented by Onofre | Int. Series  | $ 375.000   | 32H/16Q  | Gravel, buiten    | Juan Carlos Ferrero | Christophe Rochus     | 6-2, 6-4            | details  |
| Mallorca   |                                                   |              |             |          |                   |                     |                       |                     |          |
| 29-04-2002 | Mallorca Open                                     | Int. Series  | $ 356.000   | 32H/16Q  | Gravel, buiten    | Gastón Gaudio       | Jarkko Nieminen       | 6-2, 6-3            | details  |
| 30-04-2001 | Mallorca Open                                     | Int. Series  | $ 475.000   | 32H/16Q  | Gravel, buiten    | Alberto Martín      | Guillermo Coria       | 6-3, 3-6, 6-2       | details  |
| 01-05-2000 | Mallorca Open                                     | Int. Series  | $ 475.000   | 32H/16Q  | Gravel, buiten    | Marat Safin         | Mikael Tillström      | 6-4, 6-3            | details  |
| 13-09-1999 | Mallorca Open                                     | Int. Series  | $ 475.000   | 32H/29Q  | Gravel, buiten    | Juan Carlos Ferrero | Àlex Corretja         | 2-6, 7-5, 6-3       | details  |
| 28-09-1998 | Mallorca Open                                     | Int. Series  | $ 425.000   | 32H/16Q  | Gravel, buiten    | Gustavo Kuerten     | Carlos Moyà           | 6-7 (5), 6-2, 6-3   | details  |
| Marbella   |                                                   |              |             |          |                   |                     |                       |                     |          |
| 08-09-1997 | Marbella Open                                     | World Series | $ 303.000   | 32H/18Q  | Gravel, buiten    | Albert Costa        | Alberto Berasategui   | 6-3, 6-2            | details  |
| 30-09-1996 | Marbella Open                                     | World Series | $ 303.000   | 32H/?Q   | Gravel, buiten    | Marc-Kevin Goellner | Àlex Corretja         | 7-6 (4), 7-6 (2)    | details  |
| Valencia   |                                                   |              |             |          |                   |                     |                       |                     |          |
| 02-10-1995 | Torneo de Tenis Comunidad de Valencia Lois Open   | World Series | $ 203.000   | 32H/?Q   | Gravel, buiten    | Sjeng Schalken      | Gilbert Schaller      | 6-4, 6-2            | details  |

### Dubbelspel
| Datum      | Naam                                              | Categorie    | ($/€)       | Teams    | Ondergrond        | Winnaar                            | Runner-up                          | Uitslag                 |          |
| Valencia   | Valencia                                          | Valencia     | Valencia    | Valencia | Valencia          | Valencia                           | Valencia                           | Valencia                | Valencia |
| ---------- | ------------------------------------------------- | ------------ | ----------- | -------- | ----------------- | ---------------------------------- | ---------------------------------- | ----------------------- | -------- |
| 26-10-2015 | Valencia Open                                     | ATP 250      | € 537.050   | 16       | Hardcourt, indoor | Eric Butorac Scott Lipsky          | Feliciano López Maks Mirni         | 7-6(4), 6-3             | details  |
| 20-10-2014 | Valencia Open                                     | ATP 500      | € 1.615.780 | 16       | Hardcourt, indoor | Jean-Julien Rojer Horia Tecău      | Kevin Anderson Jérémy Chardy       | 6-4, 6-2                | details  |
| 21-10-2013 | Valencia Open                                     | ATP 500      | € 1.496.095 | 16       | Hardcourt, indoor | Alexander Peya Bruno Soares        | Bob Bryan Mike Bryan               | 7-6(3), 6-7(1), [13-11] | details  |
| 22-10-2012 | Valencia Open                                     | ATP 500      | € 1.424.850 | 16       | Hardcourt, indoor | Alexander Peya Bruno Soares        | David Marrero Fernando Verdasco    | 6-3, 6-2                | details  |
| 31-10-2011 | Valencia Open                                     | ATP 500      | € 1.357.000 | 16       | Hardcourt, indoor | Bob Bryan Mike Bryan               | Eric Butorac Jean-Julien Rojer     | 6-4, 7-6(9)             | details  |
| 01-11-2010 | Valencia Open                                     | ATP 500      | € 1.357.000 | 16       | Hardcourt, indoor | Andy Murray Jamie Murray           | Mahesh Bhupathi Maks Mirni         | 7-6(8), 5-7, [10-7]     | details  |
| 02-11-2009 | Valencia Open                                     | ATP 500      | € 1.357.000 | 16       | Hardcourt, indoor | František Čermák Michal Mertiňák   | Marcel Granollers Tommy Robredo    | 6-4, 6-3                | details  |
| 14-04-2008 | Open de Tenis Comunidad Valenciana                | Int. Series  | € 349.000   | 16       | Gravel, buiten    | Máximo González Juan Mónaco        | Travis Parrott Filip Polášek       | 7-5, 7-5                | details  |
| 09-04-2007 | Open de Tenis Comunidad Valenciana                | Int. Series  | € 332.800   | 16       | Gravel, buiten    | Wesley Moodie Todd Perry           | Yves Allegro Sebastián Prieto      | 7-5, 7-5                | details  |
| 10-04-2006 | Open de Tenis Comunidad Valenciana                | Int. Series  | $ 375.000   | 16       | Gravel, buiten    | David Škoch Tomas Zib              | Lukáš Dlouhý Pavel Vízner          | 6-4, 6-3                | details  |
| 04-04-2005 | Open de Tenis Comunidad Valenciana                | Int. Series  | € 319.000   | 16       | Gravel, buiten    | Fernando González Martin Rodriguez | Lucas Arnold Ker Mariano Hood      | 6-4, 6-4                | details  |
| 12-04-2004 | Open de Tenis Comunidad Valenciana                | Int. Series  | € 371.000   | 16       | Gravel, buiten    | Gastón Etlis Martin Rodriguez      | Feliciano López Marc López         | 7-5, 7-6 (5)            | details  |
| 28-04-2003 | CAM Open Comunidad Valenciana presented by Onofre | Int. Series  | $ 375.000   | 16       | Gravel, buiten    | Lucas Arnold Ker Mariano Hood      | Brian MacPhie Nenad Zimonjić       | 6-1, 6-7 (7), 6-4       | details  |
| Mallorca   |                                                   |              |             |          |                   |                                    |                                    |                         |          |
| 29-04-2002 | Mallorca Open                                     | Int. Series  | $ 356.000   | 16       | Gravel, buiten    | Mahesh Bhupathi Leander Paes       | Julian Knowle Michael Kohlmann     | 6-2, 6-4                | details  |
| 30-04-2001 | Mallorca Open                                     | Int. Series  | $ 475.000   | 16       | Gravel, buiten    | Donald Johnson Jared Palmer        | Feliciano López Francisco Roig     | 7-5, 6-3                | details  |
| 01-05-2000 | Mallorca Open                                     | Int. Series  | $ 475.000   | 16       | Gravel, buiten    | Michaël Llodra Diego Nargiso       | Alberto Martín Fernando Vicente    | 7-6 (2), 7-6 (3)        | details  |
| 13-09-1999 | Mallorca Open                                     | Int. Series  | $ 475.000   | 16       | Gravel, buiten    | Lucas Arnold Ker Tomás Carbonell   | Alberto Berasategui Francisco Roig | 6-1, 6-4                | details  |
| 28-09-1998 | Mallorca Open                                     | Int. Series  | $ 425.000   | 16       | Gravel, buiten    | Pablo Albano Daniel Orsanic        | Jiří Novák David Rikl              | 7-6 (9), 6-3            | details  |
| Marbella   |                                                   |              |             |          |                   |                                    |                                    |                         |          |
| 08-09-1997 | Marbella Open                                     | World Series | $ 303.000   | 16H/4Q   | Gravel, buiten    | Karim Alami Julian Alonso          | Alberto Berasategui Jordi Burillo  | 4-6, 6-3, 6-0           | details  |
| 30-09-1996 | Marbella Open                                     | World Series | $ 303.000   | 16H/?Q   | Gravel, buiten    | Andrew Kratzmann Jack Waite        | Pablo Albano Lucas Arnold Ker      | 6-7, 6-3, 6-4           | details  |
| Valencia   |                                                   |              |             |          |                   |                                    |                                    |                         |          |
| 02-10-1995 | Torneo de Tenis Comunidad de Valencia Lois Open   | World Series | $ 203.000   | 16       | Gravel, buiten    | Tomás Carbonell Francisco Roig     | Tom Kempers Jack Waite             | 7-5, 6-3                | details  |